# Володимирський собор (Севастополь)
Собо́р Свято́го Рівноапо́стольного київського кня́зя Володимира в Севастополі — православна церква, місце поховання адміралів і морських офіцерів, пам'ятка архітектури і історії. Собор розташований по вулиці Суворова, № 3, на Центральному міському пагорбі, звідки його добре видно з інших частин міста. Щоб відрізняти від Володимирського собору в Херсонесі, у Севастополі зазвичай називається «Володимирський собор (усипальня адміралів)». Побудований в неовізантійському стилі.

## Історія храму
Історія собору почалася в 1825 році, коли командувач Чорноморського флоту адмірал Олексій Грейг подав прохання імператорові Олександру I встановити пам'ятник на руїнах Херсонесу, в якому був хрещений київський князь Володимир Святославич. У 1829 році був оголошений конкурс на створення пам'ятника. Переміг проєкт архітектора Костянтина Тона (1794–1881) — хрестово-купольний п'ятиглавий кубовидний храм в російсько-візантійському стилі.
У 1842 році за клопотанням адмірала Михайла Лазарєва, стурбованого недостатнім числом православних храмів у Севастополі, було прийнято рішення про будівництво собору в центрі міста, а не на руїнах Херсонесу.
Підготовчі роботи почалися в 1848 році. Через три роки, в 1851, помер адмірал М. П. Лазарєв, командувач Чорноморського флоту, і на згадку про його заслуги вирішено було поховати його в спеціально спорудженому склепі на місці майбутнього собору. Закладку собору вчинили 15 липня 1854, і до початку облоги Севастополя встигли звести тільки фундамент.
У час Кримської війни в склепі майбутнього храму були поховані адмірали В. О. Корнілов, В. І. Істомін, П. С. Нахімов, загиблі на бастіонах Севастополя. Також в склепі були поховані адмірали Шестаков, Лазарєв, Шмідт.
Після Кримської війни, у 1862 році, роботи по зведенню собору поновилися. Для цього запросили відомого архітектора, академіка О. А. Авдєєва (1818–1885). Він жив тоді в Севастополі, споруджував храм святого Миколая на Братському кладовищі (Північна сторона). Авдєєв не був прибічником офіційного російсько-візантійського стилю з його обов'язковим п'ятиглавством, прибічником якого був автор попереднього проєкту К. А. Тон. Академік Авдєєв переробив проєкт К. А. Тона на основі вивченої їм дійсно традиційної візантійської церковної архітектури. У 1881 році закінчено спорудження нижньої церкви, а в 1888 році, після смерті О. А. Авдєєва — завершено будівництво верхньої.
У 1931 році при передачі будівлі Тосоавіахіму склеп був розкритий, останки адміралів знищені. У час німецько-радянської війни храм серйозно постраждав. У 1991 році спеціальна комісія обстежувала склеп, і виявила серед сміття лише уламки кісток, які в 1992 році урочисто перепоховали.

## Архітектура
Будівля споруджена з інкерманского каменю, його висота з хрестом становить 32,5 метра. Зовнішні колони зроблені з діоріту, для облицювання внутрішніх колон використаний каррарский мармур.
Зовні в стіни північного і південного фасаду вмонтовані чотири меморіальні плити з іменами похованих адміралів М. П. Лазарєва, В. О. Корнілова, В. І. Істоміна, П. С. Нахімова, датами їх життя. Реставрацією собору займався Вадим Глибченко.
Розташовані в нижній церкві собору поховання об'єднані загальним надгробком у вигляді великого хреста з чорного мармуру. Всього в нижньому храмі одинадцять поховань. На внутрішніх стінах собору свинцевими буквами записані імена офіцерів, що особливо відрізнилися при обороні і удостоєних орденом святого Георгія. Фрески Володимирського собору були розписані відомим художником академіком Я. Є. Корнєєвим, орнаментальний розпис стін і зведення виконав швейцарський художник Р. Ізеллі, а мармурові роботи (облицювання колон, іконостас і кліроси) — скульптор з Італії В. Бонанні.